# Vice-roi de Navarre
 (mars 2023).
Le contenu est difficilement compréhensible vu les erreurs de traduction, qui sont peut-être dues à l'utilisation d'un logiciel de traduction automatique.

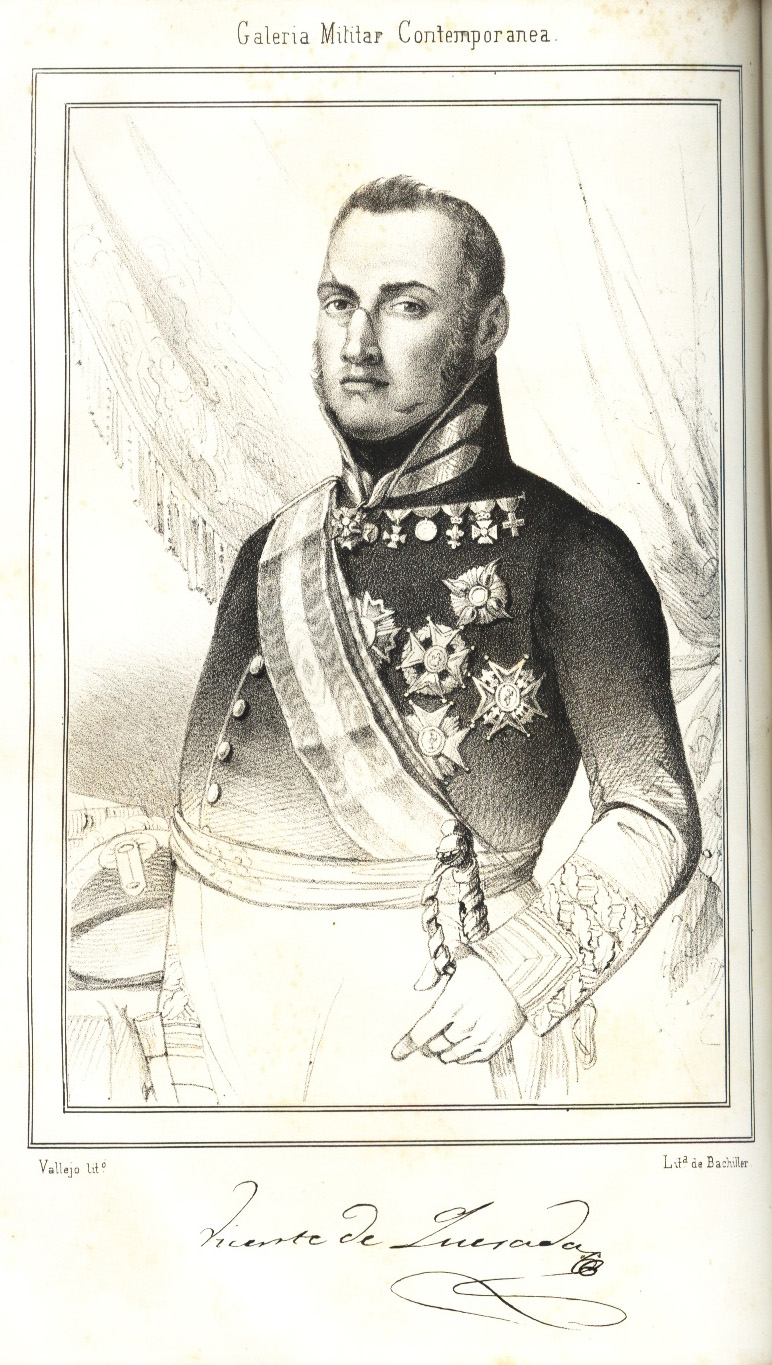
Vicente Genaro de Quesada, Vice-roi de Navarre en 1834.

Le titre de vice-roi de Navarre est créé le 17 décembre 1512 par le roi Ferdinand II d'Aragon après son occupation de la Haute-Navarre.

## Liste des titulaires
- 1512 : Diego Fernández de Córdoba y Arellano
- 1515 : Fadrique de Acuña
- 1516 : Antonio Manrique de Lara
- 1521 : Francisco López de Zúñiga
- 1524 : Diego de Avellaneda
- 1527 : Martín Alfonso Fernández de Córdoba
- 1534 : Diego Hurtado de Mendoza y Silva
- 1542 : Juan de Vega
- 1543 : Luis Hurtado de Mendoza y Pacheco
- 1546 : Álvar Gómez Manrique de Mendoza
- 1547 : Luis de Velasco
- 1549 : Bernardino de Cárdenas y Pacheco
- 1552 : Beltrán II de la Cueva
- 1560 : Gabriel de la Cueva
- 1564 : Alfonso de Córdoba y Velasco
- 1565 : José de Guevara y Tovar
- 1567 : Juan de la Cerda
- 1572 : Vespasien Gonzague
- 1575 : Sancho Martínez de Leiva
- 1579 : Francisco Hurtado de Mendoza
- 1589 : José Martín de Córdoba y Velasco
- 1595 : Juan de Cardona y Requesens
- 1610 : Alonso Idiáquez de Butrón
- 1618 : Felipe Ramírez de Arellano
- 1620 : Juan de Mendoza y Velasco
- 1623 : Bernardino González de Avellaneda
- 1629 : Fernando Girón
- 1629 : Juan Carlos de Guzmán y Silva
- 1631 : Luis Bravo Acuña
- 1634 : Francisco González de Andía
- 1637 : Fernando de Andrade y Sotomayor
- 1638 : Pedro Fajardo
- 1640 : Francesco Maria Carafa
- 1641 : Enrique  Pimentel
- 1641 : Sebastián Suárez de Mendozaa
- 1643 : Duarte Fernández Álvarez de Toledo
- 1645 : Andrea Cantelmo
- 1646 : Luis de Guzmán y Ponce de León
- 1649 : Diego López Pacheco
- 1653 : Diego de Benavides
- 1661 : Antonio Álvarez de Toledo y Enríquez de Ribera
- 1662 : Antonio Pedro Gómez Dávila
- 1664 : Francisco Tuttavilla y del Tufo
- 1667 : Diego Caballero de Illescas y Cabeza de Vaca
- 1671 : Alexandre Farnèse
- 1676 : Antonio de Velasco y Ayala
- 1681 : Íñigo de Velandia Arce y Arellano
- 1684 : Diego Felipe de Guzmán
- 1684 : Enrique de Benavides de la Cueva y Bazán
- 1685 : Ernesto Alejandro de Ligné y Croy
- 1686 : Alexandre de Bournonville
- 1691 : Juan Manuel Fernández Pacheco
- 1692 : Baltasar de Zúñiga Guzmán
- 1697 : Jean-Charles de Watteville
- 1698 : Pedro Álvarez de Vega
- 1699 : Domingo Pignatelli y Vagher
- 1706 : Fernando de Moncada y Gaetano
- 1706 : Alberto Octavio t'Serclaes de Tilly
- 1709 : Fernando de Moncada y Gaetano
- 1712 : Pedro Colón de Portugal y Ayala
- 1713 : Tomás de Aquino, príncipe de Castiglione
- 1722 : Gonzalo Chacón y Orellana
- 1723 : Cristóbal de Moscoso y Montemayor, conde de Las Torres
- 1739 : Antonio Pedro Nolasco de Lanzós y Taboada, conde de Maceda
- 1749 : Jean Thierry du Mont, Comte de Gages
- 1754 : Fray Manuel de Sada y Antillón, gran capellán de Amposta
- 1760 : Juan Francisco Güemes y Orcasitas, conde de Revillagigedo
- 1760 : Luis Carlos González de Albelda y Cayro, marqués del Cairo
- 1765 : Honore Ignace de Glymes- Brabante, count of Glymes
- 1765 : Ambrosio de Funes Villalpando, count of Ricla
- 1768 : Alonso Vicente de Solís y Folch de Cardona, duque de Montellano
- 1773 : Francisco Bucarelli y Ursúa
- 1780 : Manuel Azlor y Urriés
- 1788: Martín Álvarez de Sotomayor y Soto Flores, conde de Colomera
- 1795 : Pablo de Sangro y Merode, príncipe de Castelfranco
- 1796 : Joaquín de Fondesviela y Undiano
- 1798 : Jerónimo Morejón Girón, marqués de Las Amarillas
- 1807 : José Miguel de Carvajal-Vargas, duque de San Carlos
- 1807 : Leopoldo de Gregorio y Paterno, marqués de Vallesantoro
- 1808 : Francisco J. Negrete y Adorno, conde de Campo Alange
- 1808 : Luis Antonio Bertón des Balbes, duque de Mahón
  - 1810–1813 : Le vice-roi est remplacé par un gouverneur militaire français
  - 1810 : Georges Joseph Dufour
  - 1810 : Honoré Charles Reille
  - 1812 : Louis Jean Nicolas Abbé
- 1814 : José Manuel de Ezpeleta, conde de Ezpeleta de Beire
  - 1820–1823 : La charge de vice-roi est supprimée durant le Triennat libéral
- 1823 : Roger Bernard Charles d'Espagnac de Ramefort
- 1823 : Luis Rebolledo de Palafox, marquis de Lazán
- 1824 : Juan Ruiz de Apodaca, comte de Venadito
- 1826 : Prudencio de Guadalfajara y Aguilera, comte de Castroterreño
- 1830 : Manuel Llauder y Camín, marquis du Valle de Rivas
- 1832 : Antonio Solá de Figueras
- 1834 : Pedro Sarsfield y Waters, conde de Sarsfield
- 1834 : Jerónimo Valdés
- 1834 : Vicente Genaro de Quesada
- 1834 : José Ramón Rodil y Campillo
- 1834 : Francisco Espoz y Mina
- 1834 : Manuel Lorenzo
- 1835 : Luis Fernández de Córdova
- 1835 : Jerónimo Valdés
- 1835 : Ramon de Meer i Kindelán
- 1835 : Pedro Sarsfield y Waters, conde de Sarsfield
- 1836 : Ramon de Meer i Kindelán
- 1836 : Pedro Sarsfield y Waters, conde de Sarsfield
- 1836 : Francisco Cabrera
- 1836 : Baldomero Espartero
- 1836 : Joaquín Ezpeleta Enrile
- 1837 : Martín José Iriarte
- 1837 : Manuel Latre
- 1838 : Isidro de Alaix Fábregas
- 1838 : Diego de León, conde de Belascoáin
- 1839 : Felipe Ribero y Lemoyne
  - 1840 : Décrêt du 15 décembre qui supprime la charge de vice-roi de Navarre et qui la remplace par celle, ordinaire, de commandant militaire de la province de Navarre.